# Miroslav Novák (japanista)
Miroslav Novák (17. června 1924 – 24. února 1982 Praha) byl český japanolog, literární teoretik a filolog, překladatel.

## Život
Od roku 1946 studoval na FF UK sinologii a o rok později si zapsal i japanologii. Japonštinu se chodil učit do Orientálního ústavu ČSAV v Praze k japonskému lektorovi Džunjú Kitajamovi. Miroslav Novák byl údajně Kitajamou velmi ovlivněn (podle Kumiko Kanazaši), takže se zřejmě kvůli tomu rozhodl stát učitelem. Studium ukončil obhájením doktorské práce Eufonie v haiku a roku 1952 mu byl udělen titul PhDr. Ještě při studiích pomáhal Luborovi Hájkovi při zakládání časopisu Nový Orient.
Po absolutoriu (1952–1982) přednášel japonštinu a literaturu na katedře věd o zemích Asie a Afriky FF UK, kde se stal po smrti prof. Vlasty Hilské vedoucím oddělení (1968–1974). Patřil k hlavním iniciátorům založení Československo-japonské společnosti.
V 70. a 80. letech 20. stol. organizoval na soukromé bázi semináře o japonské poezii a kultuře. 
Spolupracoval s Jiřím Jelínkem na projektu automatické analýzy japonské syntaxe.
| „ | Román [Písečná žena], v roce 1964 i zfilmovaný, u nás vychází po čtyřiceti letech opět ve vynikajícím překladu Miroslava Nováka. Bezesporu čtenářský zážitek prověřený časem. | “ |

## Publikace, výběr
- Haiku. Japonská přírodní lyrika. Praha: 1951. (Německy Euphonie im Haiku, 1962.)
- The Sentence-per-sentence Component of an Automatic Analyser of Japanese. Prague Bulletin of Mathematical Linguistics. 1968, 2/9, s. 3–46, 28–63, 68 (s Jiřím Jelínkem). ISSN 0032-6585.
- Japanische Märchen und Volkserzählungen. Prag: Artia, 1970. 200 s. Märchen der Welt. (se Zlatou Černou); ilustroval Jaroslav Šerých; japonské pohádky (2. vyd. 1971)
- Fairy Tales from Japan. London: Hamlyn, 1970. 195 s. Ilustroval Jaroslav Šerých; japonské pohádky
- Contes japonais. Paris: Gründ, 1970. 198 s. (se Zlatou Černou); ilustroval Jaroslav Šerých; japonské pohádky (2. vyd. 1971)
- Racconti giapponesi. Brescia: Editrice La Scuola, 1971. 197 s. (se Zlatou Černou); ilustroval Jaroslav Šerých; japonské pohádky
- Prodaný sen. Japonské pohádky vypravují Zlata Černá a Miroslav Novák. Praha: Albatros, 1973. 155 s. (se Zlatou Černou); ilustroval Jaroslav Šerých
- Úvod do čínského, japonského a korejského písma 1, Vznik a vývoj. 1. vyd. Praha: Státní pedagogické nakladatelství, 1975. 132 s. (s Jaromírem Vochalou a Vladimírem Puckem). 1. dotisk 1978, 2. vyd. 1989.
- Úvod do čínského, japonského a korejského písma. 2., Praktický kurs. 1. vyd. Praha: Státní pedagogické nakladatelství, 1975. 250 s. (s Jaromírem Vochalou a Vladimírem Puckem). 1. dotisk 1978, 2. vyd. 1989.
- Tradiční japonská literatura. Proměny v japonské literatuře. In: ČERNÁ, Zlata et al. Setkání a proměny: vznik moderní literatury v Asii. Praha: Odeon, 1976, s. 60 ad., s. 135 ad.
- Japonská literatura. 1, do roku 1868. Praha: Státní pedagogické nakladatelství, 1977.
- Japonská literatura. 2, od roku 1868. Praha: Státní pedagogické nakladatelství, 1977. (s Vlastou Winkelhöferovou)
- Gramatika japonštiny. 1. Praha: Státní pedagogické nakladatelství, 1978. 2. vyd. 1989.
- Gramatika japonštiny. 1. Praha: Univerzita Karlova, 1980.
- Gramatika japonštiny. 2. Praha: Státní pedagogické nakladatelství, 1982.
- Gramatika japonštiny. 2. Praha: Univerzita Karlova, 1982.
- Úvod do japanologie. Praha: SPN, 1982.
- Japonská literatura. 1. 2. přeprac. vyd. Praha: Státní pedagogické nakladatelství, 1989. (s Vlastou Winkelhöferovou). [Část nákladu vyšla chybně se zaměněnou obálkou, titulním listem a předmluvou od dílu prvního k druhému a naopak.]
- Japonská literatura. 2. 2. přeprac. vyd. Praha: Státní pedagogické nakladatelství, 1989. (s Vlastou Winkelhöferovou). [Část nákladu vyšla chybně se zaměněnou obálkou, titulním listem a předmluvou od dílu prvního k druhému a naopak.]

### Překlady, výběr
- Sunao TOKUNAGA. Čtvrť bez slunce: román. Praha: Práce, 1950 (s Vlastou Hilskou).
- Bashō MATSUO. Pouť do vnitrozemí. Praha: ČSAV, 1959. Malá knižnice Orientu, sv. 14.
- Bashō MATSUO. Měsíce, květy: výbor z básní haiku. Praha: SNKLU, 1962 (s Janem Vladislavem); 2. vyd. Praha: Mladá fronta, 1996.
- Šigedži CUBOI. Ulice plná plášťů do deště. Praha: SNKLU, 1963 (s Janem Vladislavem). Plamen, sv. 32. [Autor též jako Shigeji TSUBOI.]
- Kōbō ABE. Písečná žena. Praha: SNKLU, 1965, SNKL 1975, Euromedia Group, 2005.
- Saikaku IHARA. Největší rozkošnice. Praha: Odeon, 1967. [Kniha zahrnuje novelu Největší rozkošnice a soubor povídek Pět rozkošnic.] 2. vyd. Praha: NLN, Nakladatelství Lidové noviny, 1996. Klasická knihovna, sv. 8. ISBN 80-7106-428-9.
- Zlata ČERNÁ. Prodaný sen. Praha: Albatros, 1973.
- Dana KALVODOVÁ. Vítr v piniích: japonské divadlo. Praha: Odeon, 1975.
- Zápisky z volných chvil: starojaponské literární zápisníky paní Sei Šónagon, Kamo no Čómeiho, Jošidy Kenkóa. Praha: Odeon, 1984 (s Petrem Geislerem).
- Bledý měsíc k ránu: milostná poezie starého Japonska. Praha: Mladá fronta, 1994. Květy poezie, sv. 185. ISBN 80-204-0484-8. (Vedoucí kolektivu překladatelů. Spoluautoři Karel Fiala, P. Geisler, H. Honcoopová, L. Lucká, Zdeňka Švarcová, M. Vačkář.) [Obsahuje 1. až 5. svitek písní milostných z Šin Kokin Waka šú, resp. Šinkokinwakašú = „Nové sbírky starých a současných básní“.]